# Nemesgörzsöny
Nemesgörzsöny est un village et une commune du comitat de Veszprém en Hongrie, lors du dernier recensement de 2004, on comptait 799 habitants.